# Aga Khanpaleis

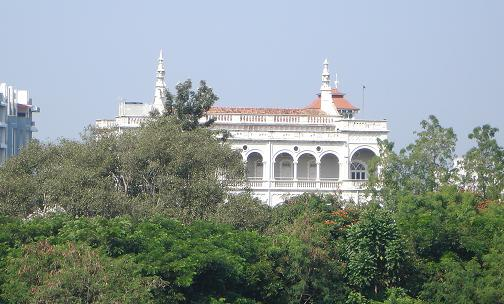
Aga Khan-paleis

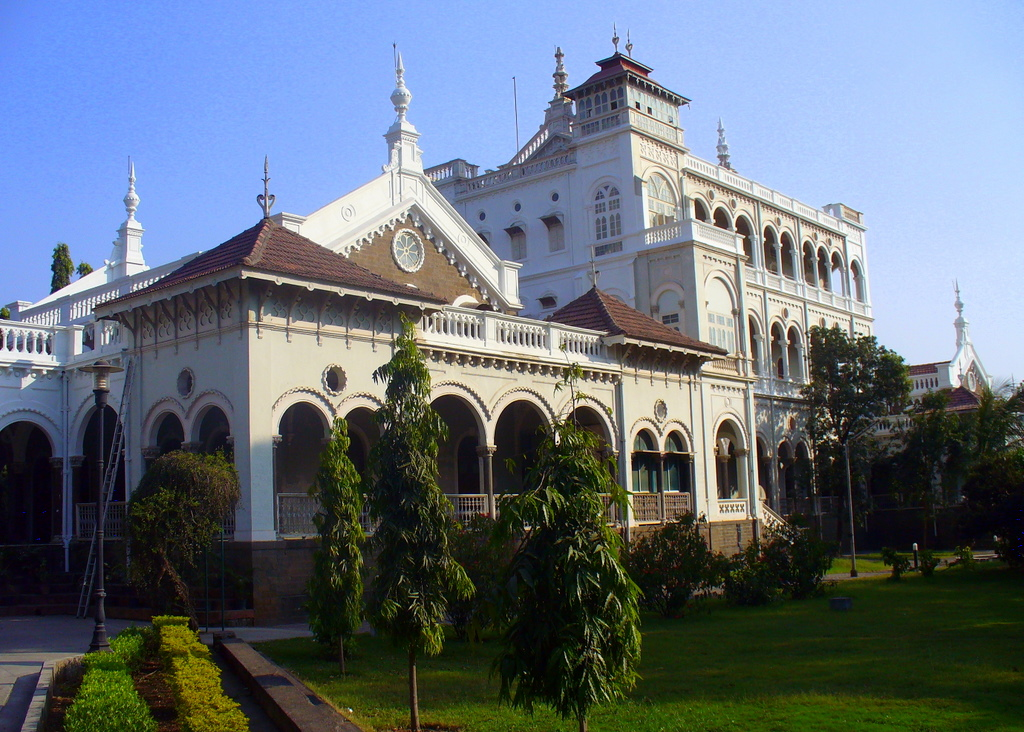
Aga Khan-paleis, achteraanzicht

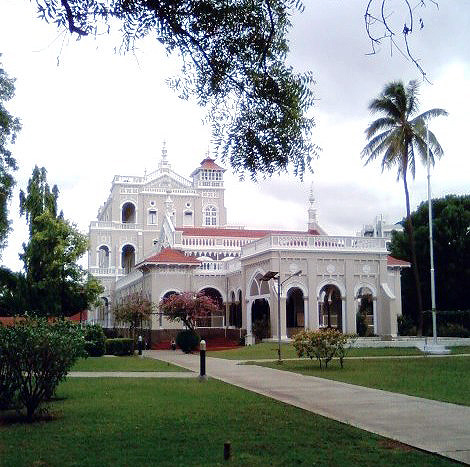
Aga Khan-paleis, vooraanzicht

Het Aga Khanpaleis (hindi: आगा खान पैलेस) is een paleis in India te Yerwada, nabij de stad Pune. Het paleis werd in 1892 gebouwd door sultan Mohammed Shah, Aga Khan III, om de werkloze lokale bevolking een baan te geven. Prins Karim El Husseni, Aga Khan IV, gaf het paleis in 1969 aan de regering van India, ter nagedachtenis aan Mahatma Gandhi en diens filosofie.
Het Aga Khan-paleis staat ook wel bekend als het Gandhi Nationaal Memorium (Gandhi National Memorial) vanwege de nauwe verbondenheid van de locatie met Mahatma Gandhi. Gandhi werd in de jaren 40 onder huisarrest gehouden in het paleis.  De vrouw van Gandhi, Kasturba Gandhi, en zijn persoonlijke secretaris, Mahadev Desai, stierven beide aan dysenterie tijdens het huisarrest. Hun stenen (samadhi) kan men hier vinden. In het paleis bevindt zich tegenwoordig een museum ter nagedachtenis aan Gandhi. 
Sinds 1980 worden het museum, de samadhi's en de campus van het Aga Khan Paleis beheerd door de Gandhi Memorial Society. Er worden regelmatig tentoonstellingen gehouden in het paleis over het leven en de carrière van Mahatma Gandhi.